# Q-switching
Q-switching är en teknik för att skapa korta laserpulser med mycket hög effekt. Tekniken bygger på att det så kallade tröskelvillkoret för lasring innebär att lasern börjar lasra först när förstärkningen i laserkaviteten och förlusterna i kaviteten är i jämvikt. Genom att medvetet skapa höga förluster i kaviteten samtidigt som lasermediet pumpas hårt åstadkoms en mycket kraftig populationsinversion (det vill säga extremt många atomer som befinner sig i på den översta lasernivån). När förlusterna sänks kommer därför lasern att ha en förstärkning som är ofantligt högre än vad som krävs för lasring (enligt tröskelvillkoret för lasring). Vad som då händer är att lasern försöker, så snabbt som möjligt, att sänka förstärkningen så att den anpassas till de rådande förlusterna i kaviteten. Detta sker genom att tömma den övre lasernivån på exciterade atomer och resultatet blir att uteffekten stiger mycket snabbt. Energitätheten inne i laserkaviteten kommer snabbt att öka på grund av att fältet inne i kaviteten stimulerar atomerna på den övre lasernivån att snabbt göra sig av med sin överskottsenergi och återvända till grundtillståndet. Resultatet innebär att lasern lämnar en kort puls (tiotalet nanosekunder) med hög toppeffekt, en så kallad Q-puls. Benämningen Q-switch kommer från det att kavitetens Q-värde switchas (växlas). Switchningen sker mycket snabbt (pikosekunder) och åstadkoms med diverse olika elektrooptiska arrangemang.
Det går inte att Q-switcha alla lasrar. För att det skall gå måste atomerna i det exciterade tillståndet befinna sig i det tillståndet så länge som Q-switchen har ställt in höga förluster. Om livslängden på den övre lasernivån är kort kommer det inte att ske någon ansamling av exciterade atomer på den övre nivån och Q-pulsen. Typiska lasrar som går att Q-pulsa är Nd:YAG-lasrar (och fler i den laserfamiljen) samt rubinlasrar, medan helium-neon-, koldioxid- och excimerlasrar inte kan användas.
| Omkopplare               | Omkopplingstid |
| ------------------------ | -------------- |
| Roterande bländare       | ≥10 µs         |
| Roterande spegel/prisma  | ≤1 µs          |
| Elektrooptisk omkopplare | ≤10 ns         |
| Akustooptisk omkopplare  | ≤50 ns         |
| Mättningsbar absorberare | ≈1 ns          |